# Praemastus cymothoe
Praemastus cymothoe là một loài bướm đêm thuộc phân họ Arctiinae, họ Erebidae.